# Winfried Kretschmann

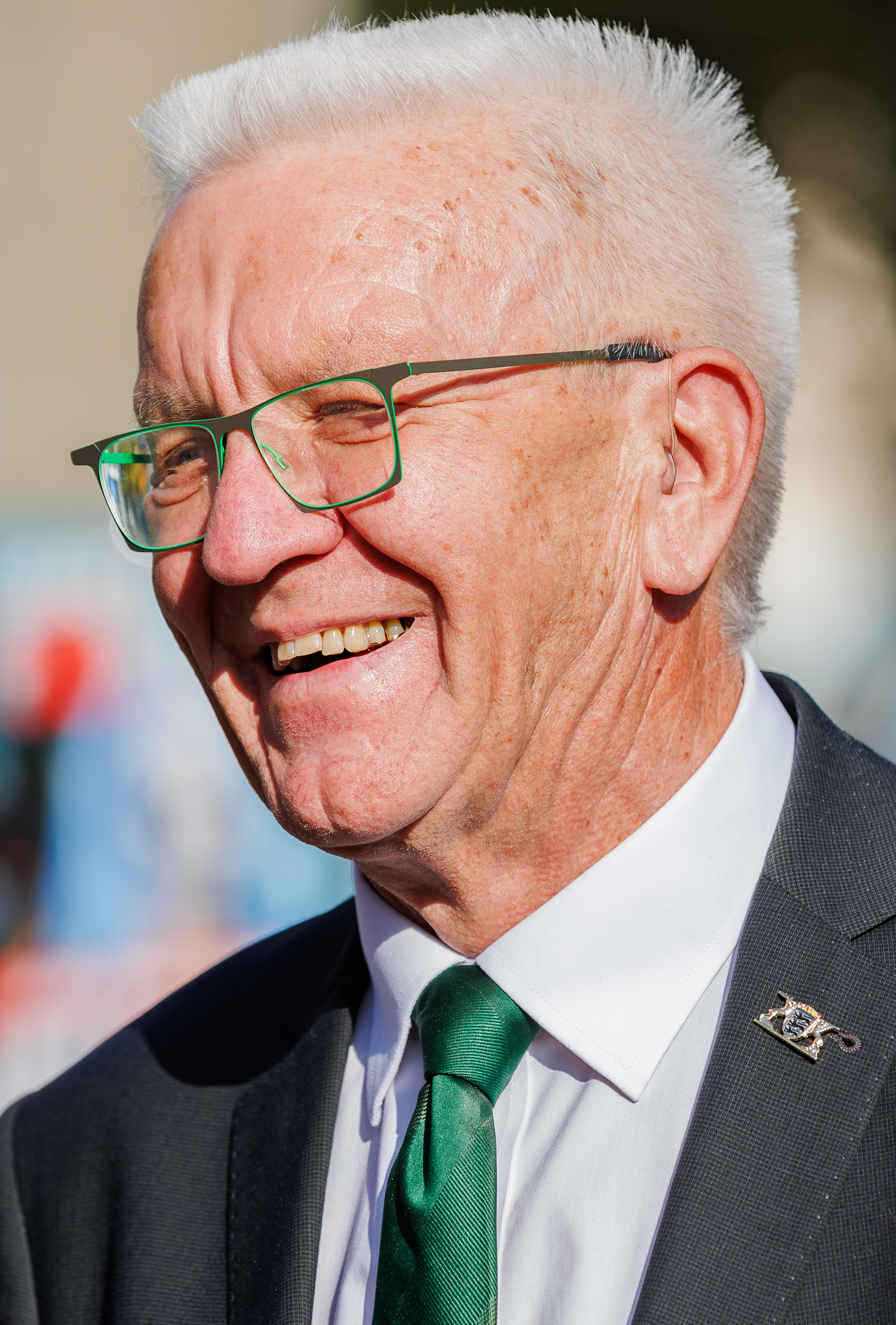
Winfried Kretschmann (2024)

Winfried Kretschmann (* 17. Mai 1948 in Spaichingen) ist ein deutscher Politiker (Bündnis 90/Die Grünen). Seit dem 12. Mai 2011 ist er Ministerpräsident von Baden-Württemberg und damit als erster und bisher einziger Grüner Regierungschef eines deutschen Bundeslandes. Kretschmann zählt heute zu den prominentesten Vertretern des pragmatischen und öko-konservativen Flügels seiner Partei.

## Leben

### Herkunft, Studium und berufliche Tätigkeit (1948–1980)
Kretschmann wurde 1948 als Sohn des römisch-katholischen Volksschullehrers Fritz Kretschmann und dessen Frau Dora Kretschmann in Spaichingen geboren und wuchs in Egesheim, einer Gemeinde auf dem Heuberg, auf. Seine Eltern stammen aus Frauenburg im heute zu Polen gehörenden Ermland, einer „katholischen Exklave“ im damals mehrheitlich protestantischen Ostpreußen, aus der sie mit Kretschmanns älteren Geschwistern 1945 vertrieben wurden. Ein Bruder starb auf der Flucht als Säugling. Sein Vater wünschte, dass sein Sohn Winfried katholischer Priester werde; 1969 starb der Vater nach einem Autounfall. Seinen Vater bezeichnet Kretschmann als „sehr liberal“, seine Mutter als „völlig unpolitisch“. Er habe „eine sehr, sehr harmonische Kindheit gehabt“.
Winfried Kretschmann besuchte nach der Volksschule in Sonderbuch bei Zwiefalten ein katholisches Internat in Riedlingen, das er aber mit 16 Jahren wieder verließ, um das Abitur 1968 am Hohenzollern-Gymnasium in Sigmaringen abzulegen. Er wiederholte die 11. Klasse. In seiner Jugend war er Oberministrant und wollte eine Zeitlang Priester werden. Während seiner Internatszeit gab er den Wunsch auf, Priester zu werden, da er mit den als Lehrer tätigen Patres zum Teil sehr schlechte Erfahrungen machte: sie verteilten Ohrfeigen und Stockschläge, auch auf den Kopf.
Von 1968 bis 1970 leistete er seinen Grundwehrdienst ab. Von 1970 bis 1975 studierte er an der Universität Hohenheim Biologie und Chemie für das Lehramt an Gymnasien. 1975 legte er das Wissenschaftliche Staatsexamen ab, 1977 das Pädagogische Staatsexamen.
Zu Beginn seines Studiums wurde er Mitglied der katholischen Studentenverbindung Carolingia Hohenheim (nichtschlagend, im CV), trat aber nach drei Semestern wieder aus. Während des Studiums war Kretschmann mehrere Jahre Vorsitzender des Allgemeinen Studentenausschusses (AStA) der Universität Hohenheim. Er engagierte sich von 1973 bis 1975 in der Hochschulgruppe des Kommunistischen Bundes Westdeutschland und stand dem Maoismus nahe.
Wegen zweier Kandidaturen zum Studentenkonvent, 1972 für die „Kommunistische Studentengruppe / Marxisten-Leninisten“ (Hochschulgruppe des KABD) und 1973 auf der Plattform des „Sozialistischen Zentrums“ und der „Kommunistischen Hochschulgruppe“ (KHG des KBW), drohte ihm aufgrund des Radikalenerlasses ein Berufsverbot. Die Kandidaturen hatte der Verfassungsschutz dem Oberschulamt gemeldet.
2011 bezeichnete er diese „68er-Sozialisation“ als „fundamentalen politischen Irrtum“.
Kretschmann unterrichtete zunächst an einer privaten Kosmetikschule in Stuttgart. Nach einer Überprüfung war er verbeamteter Gymnasiallehrer für Biologie, Chemie und Ethik in Stuttgart, Esslingen am Neckar (Theodor-Heuss-Gymnasium), Mengen, Bad Schussenried und zwischen 1988 und 1995 am Hohenzollern-Gymnasium in Sigmaringen. Für die Wahrnehmung seiner parlamentarischen Mandate wurde er mehrmals beurlaubt. In einem Interview bezeichnete sich Kretschmann 2024 als Lehrer vom Typ „Töpfer“, der seine Schüler formen will. Im Biologieunterricht habe er auch ungewöhnliche Versuche mit seinen Schülern durchgeführt. Er habe sie zum Beispiel an Kröten lecken lassen, um zu zeigen, dass deren Haut Abwehrstoffe bilden kann, die beim Menschen eine erhöhte Pulsfrequenz hervorrufen. Bei seiner Unterrichtsgestaltung habe er sich insgesamt wenig um den Lehrplan gekümmert, sondern vor allem versucht, für das jeweilige Fach Interesse zu wecken.

### Politische Tätigkeit

#### Parteilaufbahn (seit 1979)

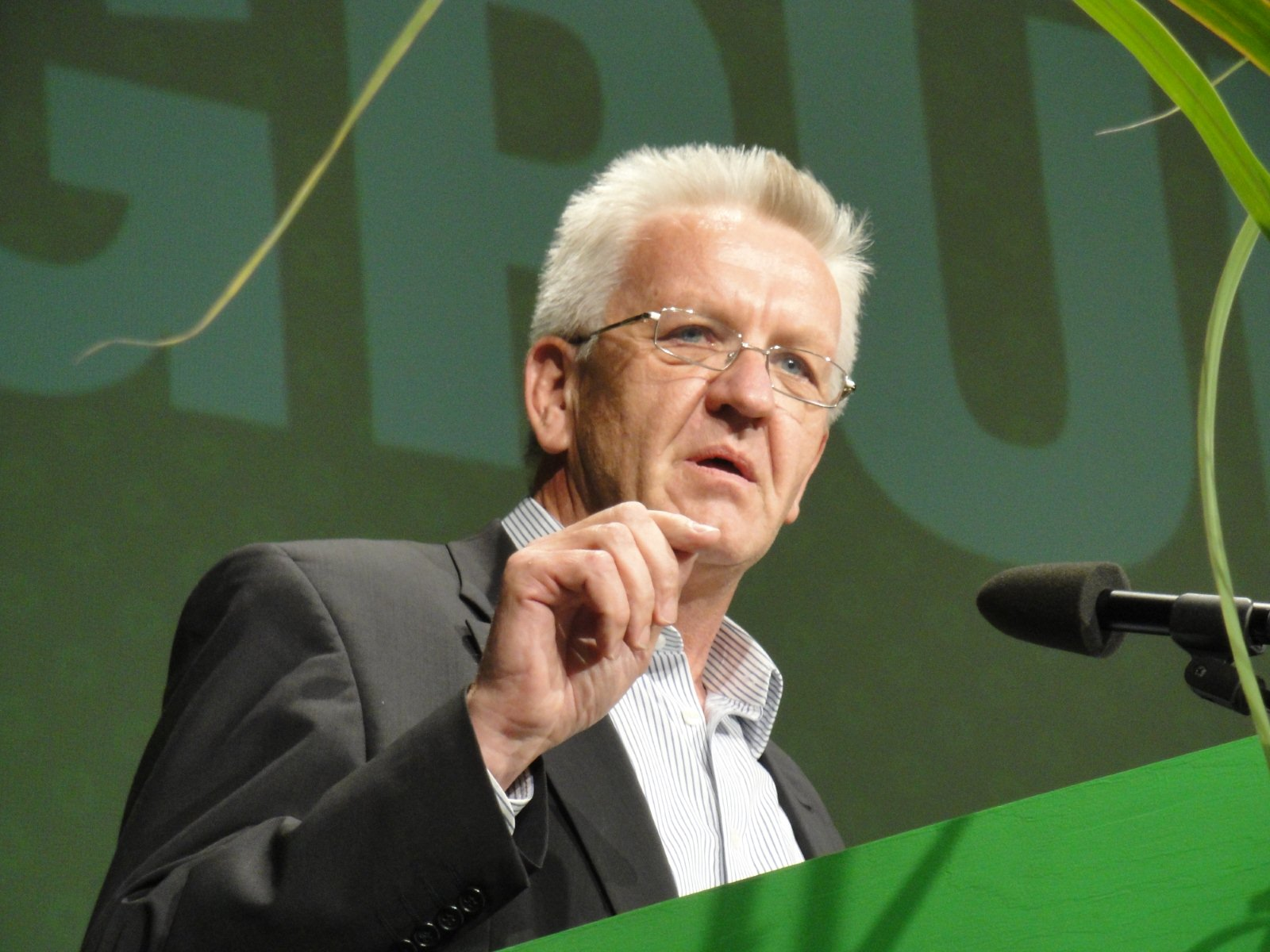
Winfried Kretschmann (2010)

1979/80 war Kretschmann Mitbegründer der Grünen Baden-Württemberg, denen er sich aus „einer emphatischen Liebe zur Natur“ angeschlossen hatte. Der praktizierende Katholik gilt als liberal-konservativer Vordenker seiner Partei und war in den 1980er Jahren gemeinsam mit Wolf-Dieter Hasenclever ein Protagonist des kleinen ökolibertären Flügels der Grünen. Dieser bildete sich Ende 1983 als innerparteiliche Opposition zum ökosozialistischen Flügel.
Kretschmann wurde erstmals bei der Landtagswahl 1980 per Zweitmandat im Landtagswahlkreis Nürtingen in den Landtag von Baden-Württemberg gewählt, 1988 erneut, und seit 1996 durchgehend; 2016 und 2021 gewann er das Erstmandat in Nürtingen. Er war von 1983 bis 1984 und von 2002 bis 2011 Vorsitzender der grünen Landtagsfraktion.

#### Landespolitiker in Baden-Württemberg (seit 1980)

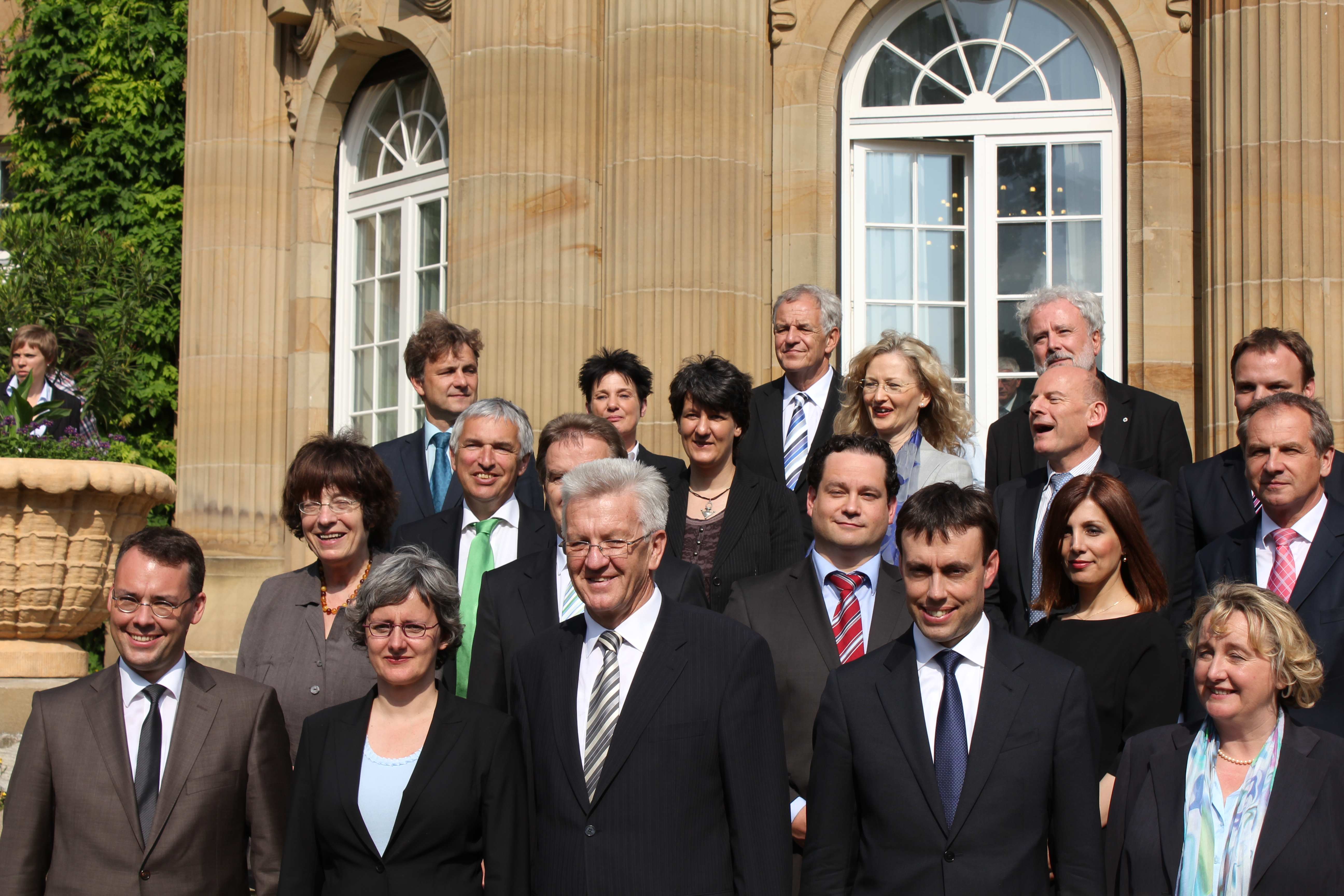
Ministerpräsident Kretschmann inmitten des grün-roten Kabinetts (2011)

1980 wurde er erstmals für die Grünen in den Landtag von Baden-Württemberg gewählt. 1983 wurde er als Nachfolger von Wolf-Dieter Hasenclever Fraktionsvorsitzender. Von 1982 bis 1984 gehörte Kretschmann als Nachrücker auch dem Kreistag des Landkreises Esslingen an.
In der Legislaturperiode von 1984 bis 1988 gehörte er nicht dem Landtag von Baden-Württemberg an, da die Grünen aufgrund eines Fristversäumnisses keine Kandidaten in den drei Wahlkreisen des Landkreises Esslingen aufgestellt hatten.
1986 und 1987 war er als Ministerialrat Grundsatzreferent im ersten grünen Umweltministerium in Hessen bei Minister Joschka Fischer.
Bei der Landtagswahl im März 1988 wurde Kretschmann wieder in den Landtag von Baden-Württemberg gewählt. 1992 verfehlte er den Wiedereinzug ins Landesparlament. Grund dafür war ein innerparteilicher Streit um Müllverbrennung sowie die Kandidatur von Helmut Palmer im Wahlkreis Nürtingen. Seit den Landtagswahlen 1996 ist er ununterbrochen Mitglied des Landtags (bis 2011 per Zweitmandat, seit 2016 per Direktmandat). Als Alterspräsident leitete er die Eröffnung der 17. Wahlperiode des Landtags.
Von 1996 bis 2001 war Kretschmann Vorsitzender des Ausschusses für Umwelt und Verkehr im baden-württembergischen Landtag. Nach der Wahl von Dieter Salomon zum Oberbürgermeister der Stadt Freiburg im Breisgau wurde Kretschmann 2002 zu dessen Nachfolger als Fraktionsvorsitzender der Grünen gewählt. Zudem ist Kretschmann – viele Jahre gewähltes, als Ministerpräsident kooptiertes – Mitglied des Parteirates von Bündnis 90/Die Grünen Baden-Württemberg.

#### Ministerpräsident von Baden-Württemberg (seit 2011)
Winfried Kretschmann war Spitzenkandidat der Grünen für die Landtagswahl im März 2011. Mit 24,2 Prozent der Stimmen und 36 Abgeordneten erreichten die Grünen bei einer Landtagswahl das bis zu diesem Zeitpunkt beste Wahlergebnis in ihrer Geschichte. Sie wurden nach der CDU mit 60 Mandaten und vor der SPD mit 35 Mandaten zweitstärkste Fraktion im Landtag. Die Wahl war von der Nuklearkatastrophe von Fukushima überschattet. Kretschmann handelte als Verhandlungsführer der Grünen mit der SPD einen Koalitionsvertrag aus. Am 12. Mai 2011 wurde Kretschmann von den Landtagsabgeordneten zum Ministerpräsidenten von Baden-Württemberg gewählt. Er erhielt 73 Stimmen und damit zwei Stimmen mehr, als Grüne und SPD auf sich vereinten. Das Kabinett Kretschmann I war damit die erste von den Grünen geführte Regierung eines Bundeslandes. Auch war Kretschmann der erste Ministerpräsident seit Heinrich Hellwege, welcher weder der SPD oder der CDU/CSU angehörte.
Am 12. Oktober 2012 wurde Kretschmann im Bundesrat für die am 1. November 2012 beginnende einjährige Amtszeit turnusgemäß zum Präsidenten des deutschen Bundesrates gewählt.
2014 geriet Kretschmann in seiner Partei in die Kritik, weil Baden-Württemberg als einziges Bundesland mit grüner Regierungsbeteiligung einer Änderung des Asylgesetzes zustimmte. Danach werden Serbien, Mazedonien und Bosnien-Herzegowina als sichere Herkunftsländer eingestuft, wodurch Asylbewerber schneller abgeschoben werden können. Im Gegenzug erreichte er Erleichterungen bei der Residenzpflicht und der Bereitstellung von Geldmitteln. Kritiker merken hierzu an, dass dies „längst im Bundeskoalitionsvertrag verabredet“ gewesen sei und dass „manche Vereinbarungen […] gar hinter den im Bundeskoalitionsvertrag verabredeten Verbesserungen zurück“ blieben. Der Flüchtlingsrat Baden-Württemberg und Pro Asyl werten dies deshalb als „faulen Kompromiss“.
Bei einer repräsentativen Umfrage im März 2015 gaben 72 Prozent der Befragten an, mit der Arbeit des Ministerpräsidenten zufrieden zu sein.
Unter Kretschmann stieß die Landesregierung zahlreiche Reformen an, zum Beispiel die Einführung der Gemeinschaftsschule in Baden-Württemberg. Im Wirtschaftsbereich setzte Kretschmann als erster Ministerpräsident in Deutschland das Thema Industrie 4.0 und Digitalisierung auf die politische Agenda. Unter ihm schuf die Landesregierung auch in Baden-Württemberg die Voraussetzungen für den Ausbau der Windkraft. Allerdings wurden in der laufenden Legislaturperiode weniger Windräder errichtet als zu Zeiten Erwin Teufels.
So wurden im Jahr 2013 neun und im Jahr 2014 vier neue Windkraftanlagen errichtet.
Im Jahr 2015 wurden 53 Anlagen errichtet. Damit beträgt die während der Regierung Kretschmann in drei Jahren installierte Leistung 232 MW, im Vergleich zu 287 MW in elf Jahren der Regierung Teufel, von 1994 bis 2005.
Ein weiteres großes Projekt war die Stärkung der Bürgerbeteiligung auf kommunaler und landespolitischer Ebene. Er berief im April 2014 als erster Ministerpräsident eine Konferenz („Flüchtlingsgipfel“) ein, um gemeinsam mit den kommunalen Spitzenverbänden und anderen Verantwortlichen Lösungen für die damalige Flüchtlingssituation zu finden.
Kritik gab es an der Landesregierung und damit am Ministerpräsidenten für einige aus dem Koalitionsvertrag noch nicht umgesetzte Vorgaben. Dies betraf beispielsweise die angekündigte Kennzeichnungspflicht für Polizisten bei Großeinsätzen, die am Widerstand der Polizeigewerkschaften und des damaligen Innenministers Reinhold Gall gescheitert war.
Zur Landtagswahl am 13. März 2016 trat Kretschmann erneut als Spitzenkandidat seiner Partei an. Unter seiner Führung erreichten die Grünen einen Stimmenanteil von 30,3 Prozent und verwiesen damit erstmals die CDU mit ihrem Spitzenkandidaten Guido Wolf auf den zweiten Platz (27 Prozent). Es war das erste Mal, dass die Grünen stärkste Partei in einer Landtagswahl wurden. Da jedoch sein Koalitionspartner SPD mit knapp 13 Prozent erhebliche Verluste zu verzeichnen hatte, war die Fortführung der bisherigen grün-roten Koalition nicht mehr möglich. Der Ministerpräsident zeigte sich nach der Wahl offen für eine Ampelkoalition aus Grünen, SPD und FDP. Die FDP lehnte jedoch eine solche Zusammenarbeit ab. Gleichzeitig lud Kretschmann zu Gesprächen mit der CDU für ein Bündnis aus Grünen und CDU ein, das erstmals unter Führung der Grünen stehen würde. Diese Kiwi-Koalition galt als wahrscheinlichste Regierungskoalition in Stuttgart, da die SPD einer Koalition aus CDU, SPD und FDP, bei der Wolf zum Regierungschef würde, eine Absage erteilte. Am 12. Mai 2016 wurde Kretschmann vom Landtag erneut als Ministerpräsident gewählt und ernannte das grün-schwarze Kabinett.
Ende 2016 war Kretschmann laut mehreren Medienberichten als Kandidat für die Nachfolge Joachim Gaucks als Bundespräsident im Gespräch. Im Jahr 2018 veröffentlichte Kretschmann ein Buch unter dem Titel Worauf wir uns verlassen wollen: Für eine neue Idee des Konservativen.
Im Sommer 2019 gab Kretschmann bekannt, dass er bei der Landtagswahl in Baden-Württemberg 2021 erneut kandidieren werde und seine dritte Amtszeit anstrebe. Bei dem aufgrund der COVID-19-Pandemie größtenteils digitalen Parteitag wurde er am 12. Dezember 2020 in Reutlingen mit 91,5 Prozent zum Spitzenkandidaten gewählt, dies waren mehr als fünf Prozentpunkte weniger als bei seiner Wahl vor fünf Jahren. Kretschmann hatte keinen Gegenkandidaten. Seine Partei erhielt bei den Landtagswahlen am 14. März 2021 32,6 % der Stimmen, was noch einmal ein Zugewinn um 2,3 Prozent im Vergleich zur Wahl 2016 war. In der Folge war neben einer Neuauflage der Kiwi-Koalition mit der CDU erneut eine Ampelkoalition aus Grünen, SPD und FDP möglich. Diesmal zeigte sich auch die FDP offen für eine solche Koalition. Nach Sondierungen und parteiinternen Verhandlungen entschieden sich die Grünen Anfang April allerdings, Koalitionsverhandlungen mit der CDU zu führen. Nach Abschluss der Koalitionsverhandlungen wurde Kretschmann am 12. Mai 2021 erneut vom Landtag zum Ministerpräsidenten gewählt und das Kabinett Kretschmann III gebildet.
Am 25. Juni 2021 schlug Kretschmann in einem Interview mit der Stuttgarter Zeitung vor, dass zur Pandemiebekämpfung auch harte Eingriffe in die Freiheitsrechte der Bürger zu legitimieren seien. Die Gerichte hätten ihm zu Beginn der Pandemie „viele Instrumente aus der Hand genommen“, weil diese nicht verhältnismäßig seien. In diesem Zusammenhang gälten für ihn unterschiedliche Maßstäbe. Diese Forderung wurde von den Parteien CDU, SPD, FDP und AfD im Deutschen Bundestag als inakzeptabel kritisiert. Daneben äußerte sich auch der Sprecher des baden-württembergischen Verwaltungsgerichtshofes: Er stellte klar, dass sich die Bürger auf eine unabhängige Kontrolle gesetzgeberischen und administrativen Handelns verlassen müssten. Kretschmann bedauerte anschließend, dass es während des Interviews wohl zu „Missverständnissen“ gekommen sei. Er hätte den Verhältnismäßigkeitsgrundsatz nicht in Frage stellen wollen.
Im November 2021 sprach sich Kretschmann für eine COVID-19-Impfpflicht aus. Am 13. und 14. Februar 2022 demonstrierten 60 Impfgegner, nachdem sie eine Polizeisperre überwunden hatten, mit Trillerpfeifen lärmend und aggressiv vor dem Wohnhaus des Ministerpräsidenten. Der Organisator wurde für das Abhalten einer nicht angemeldeten Versammlung zu einer Geldstrafe von 30.000 Euro verurteilt.
Im Januar 2023 wandte sich Kretschmann gegen die Gendersprache in Schulen. „Die Schulen müssen sich an das halten, was der Rat für deutsche Rechtschreibung vorgibt. Sonst haben wir am Ende keine einheitliche Rechtschreibung mehr“, sagte er. „Es ist schon schlimm genug, dass so viele unserer Grundschüler nicht lesen können.“ Man müsse es denen nicht noch erschweren, indem man Dinge schreibe, die man gar nicht spreche.
2024 gab Kretschmann bekannt, bei der nächsten Landtagswahl 2026 kein weiteres Mal zu kandidieren.
Seit dem 9. August 2025 ist Kretschmann der am längsten amtierende Ministerpräsident in der Geschichte Baden-Württembergs.

## Sonstige Mitgliedschaften, Ämter, Ehrungen und Auszeichnungen

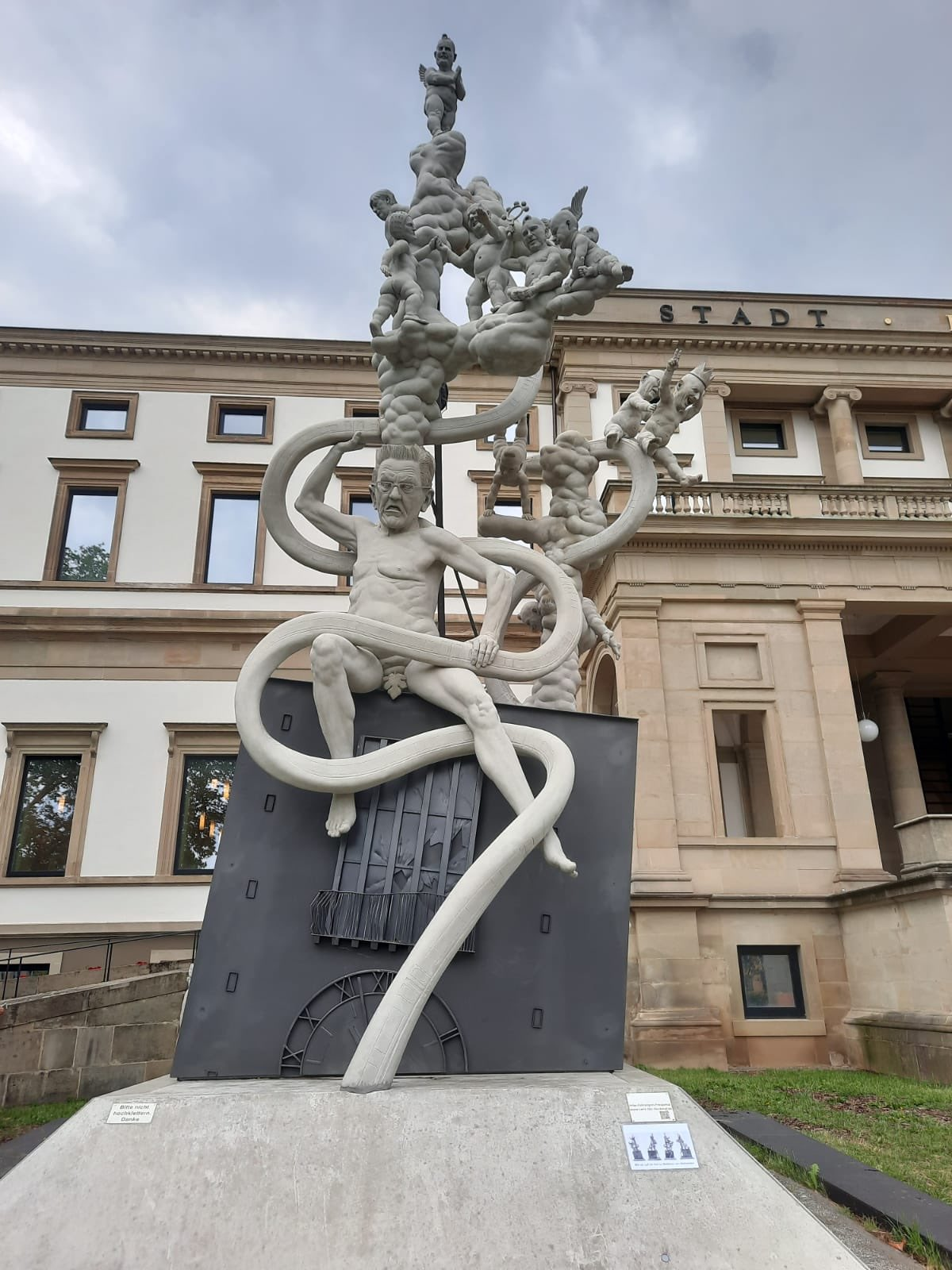
Kretschmann als Laokoon in der Skulptur Schwäbischer Laokoon von Peter Lenk in Stuttgart (2021)

Kretschmann ist Mitglied im Diözesanrat der Erzdiözese Freiburg, im Verein der Freunde der Erzabtei St. Martin e. V. und im Kuratorium der Akademie der Diözese Rottenburg-Stuttgart. Bis 2021 war er zugewähltes Mitglied des Zentralkomitees der deutschen Katholiken (ZdK).

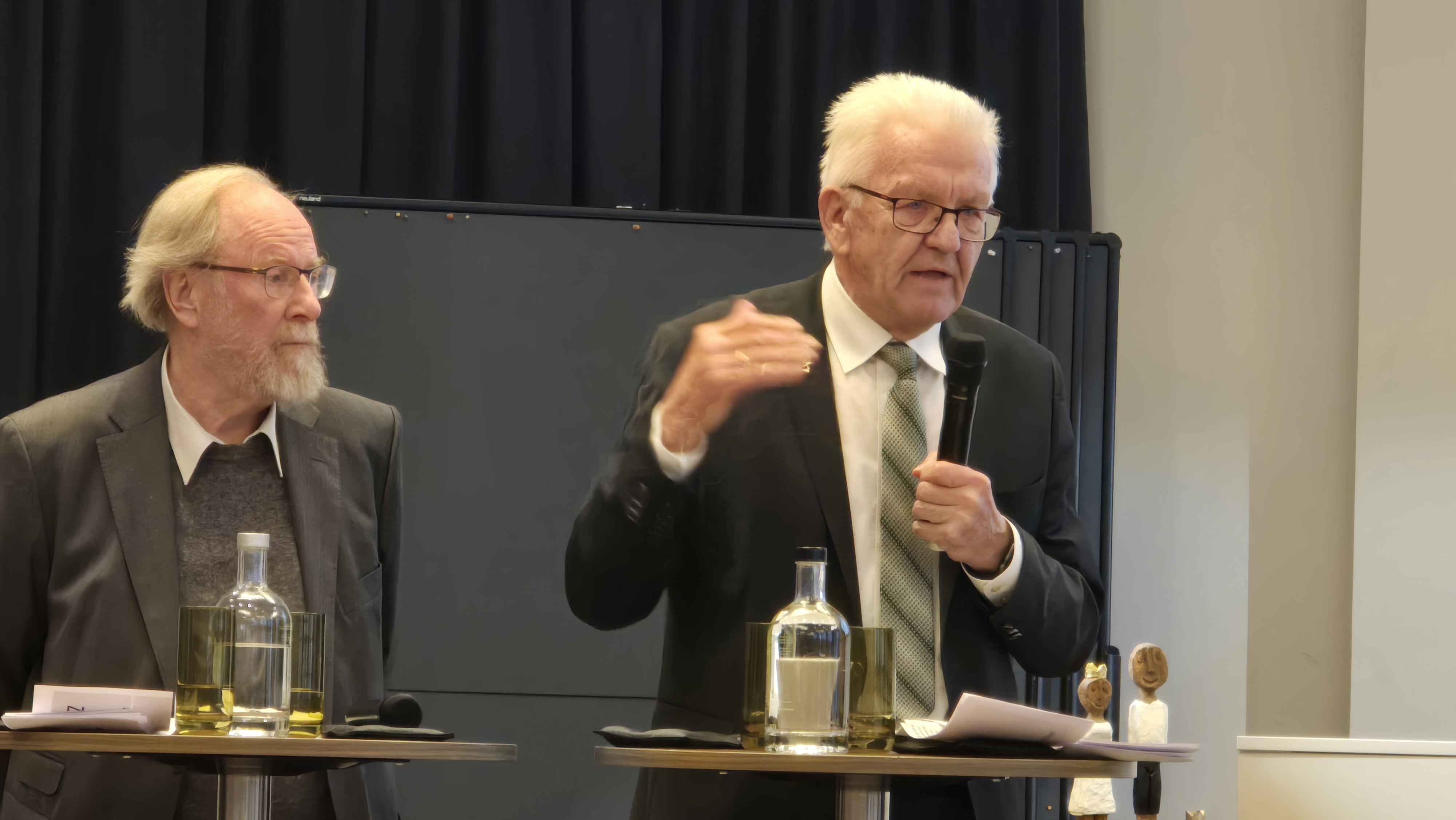
Winfried Kretschmann zusammen mit Wolfgang Thierse während einer Vollversammlung des Zentralkomitees der deutschen Katholiken

Kretschmann gehört den Freunden der Hebräischen Universität Jerusalem und der Gesellschaft Oberschwaben für Geschichte und Kultur an. Er ist Mitglied in weiteren Vereinen, in seinem Wohnort Laiz ist er aktives Mitglied im katholischen Kirchenchor und im Schützenverein.
Vom Magazin Politik & Kommunikation wurde er mit dem Titel Politiker des Jahres 2011 ausgezeichnet. 2015 wurde ihm für die indirekte Beteiligung Baden-Württembergs an der Marke für Babynahrung Alete der Negativpreis des Goldenen Windbeutel verliehen. 2016 wurde Kretschmann mit dem SignsAward in der Kategorie „Glaubwürdigkeit in der Kommunikation“ ausgezeichnet. Für seine persönliche Integrität und Glaubwürdigkeit erhielt er 2017 den Markgräfler Gutedelpreis. Im Juni 2017 wurde Kretschmann vom Deutschen Brauer-Bund zum „Botschafter des Bieres“ ernannt.
2018 erhielt er den Orden wider den tierischen Ernst, denn mit seinem humanistischen Politikverständnis und seinem feinsinnigen Humor sei er ein überzeugter Narr und überzeugender Landesvater.
Kretschmann ist auf der 2020 vor dem Stadtmuseum Stuttgart aufgestellten satirischen Skulptur Schwäbischer Laokoon des Bildhauers Peter Lenk im Stil der antiken Laokoon-Gruppe dargestellt.
2023 wurde Kretschmann von Bundespräsident Frank-Walter Steinmeier das Große Bundesverdienstkreuz mit Stern und Schulterband verliehen.
Die bei Tübingen entdeckte Wespenart Aphanogmus kretschmanni ist nach ihm benannt, was seinen Einsatz für den Erhalt der Biodiversität ehren soll.
Er ist zudem Vorsitzender des Aufsichtsrats der Baden-Württemberg Stiftung gGmbH.

## Familie und Privates
Winfried Kretschmann ist seit 1975 verheiratet und Vater von drei Kindern. Die Familie wohnt in Laiz, einem Stadtteil von Sigmaringen. Seine Ehefrau Gerlinde Kretschmann war bis 2011 Grundschullehrerin in der Grundschule Bingen bei Sigmaringen und von Mitte der 1990er Jahre bis 2009 Mitglied des Gemeinderats von Sigmaringen, zuletzt als Fraktionsvorsitzende der Grünen.
Kretschmann ist bekennender Katholik, wobei er der katholischen Kirche vorwirft, zu dogmatisch zu sein und dass sie nicht zugeben könne, sich zu irren. 2021 schränkte er den Wahlkampf für die Landtagswahl ein, weil seine Frau an Brustkrebs erkrankt war.
Kretschmann liest gerne Homer und Hannah Arendt und ist Fan des VfB Stuttgart. 2022 hatte er einen Gastauftritt in der SOKO Stuttgart-Folge Die Maler.
Sein Sohn Johannes Kretschmann ist ebenfalls Grünen-Politiker und war von Januar 2025 bis März 2025 als Nachrücker Mitglied des 20. Deutschen Bundestages.